# Kishore Mahbubani
Kishore Mahbubani (Singapur, 24 de octubre de 1948) es un politólogo, escritor e intelectual singapurense.

## Biografía
Tras realizar el doctorado en Filosofía en la Universidad Nacional de Singapur (NUS), desempeñó diversos cargos diplomáticos en el Ministerio de Asuntos Exteriores de Singapur (1971-2004), asumió la Representación Permanente de Singapur ante las Naciones Unidas y ocupó el cargo de Presidente del Consejo de Seguridad de las Naciones Unidas (enero de 2001-mayo de 2002).
Entre 2004 y 2017 fue Decano de la Escuela de Políticas Públicas Lee Kuan Yew (LKYSPP) de la Universidad Nacional de Singapur. Tras su dimisión trabajó como Asesor Principal en NUS durante un año sabático de nueve meses en diversas universidades, incluido el Centro Ash de Innovación y Gobernanza Democrática de la Universidad de Harvard. Actualmente es miembro distinguido del Instituto de Investigación de Asia.
Saltó a la fama por publicar varios libros sobre temas geopolíticos y por participar en numerosos discursos y entrevistas en varios periódicos de todo el mundo. Es el gran adalid de una visión del mundo que defiende que el siglo XXI será eminentemente asiático.

## Publicaciones
Libros traducidos al castellano:
- ¿Pueden pensar los asiáticos?, Siglo XXI de España Editores, ISBN:978-968-23-2386-7
- El nuevo hemisferio asiático, Siglo XXI de España Editores, ISBN: 978-607-03-0501-6

## Cita
Dos mil años de geopolítica nos han enseñado una lección simple y obvia: Todas las grandes potencias antepondrán sus propios intereses y, si es necesario, sacrificarán los intereses de sus aliados. Trump se está comportando como un actor geopolítico racional al anteponer lo que él percibe como los intereses de su país. Europa no debería limitarse a criticar a Trump, sino emularlo. Debería llevar a cabo la opción actualmente impensable: Declarar que a partir de ahora será un actor estratégicamente autónomo en la escena mundial que antepondrá sus propios intereses. Puede que Trump muestre algo de respeto por Europa si lo hace.